# Yogetor bellus
Yogetor bellus är en spindelart som beskrevs av Wesolowska, Russel-Smith 2000. Yogetor bellus ingår i släktet Yogetor och familjen hoppspindlar. Inga underarter finns listade i Catalogue of Life.